# USB
Pour les articles homonymes, voir USB (homonymie).
Ne doit pas être confondu avec bus ou Port série.
L'USB (de l'anglais, « Universal Serial Bus ») est une norme de bus informatique série qui sert à connecter des périphériques informatiques à un ordinateur ou à tout type d'appareil prévu à cet effet (tablette, smartphone, etc.). Le bus USB permet de connecter des périphériques « à chaud » (quand l'ordinateur est en marche) et en bénéficiant du plug and play qui reconnaît automatiquement le périphérique. Il peut alimenter les périphériques peu gourmands en énergie (clé USB, disques SSD) et, pour ses dernières versions à prise USB Type-C, des appareils réclamant plus de puissance (60 W en version standard, 240 W au maximum). Permet de transférer des gros ou petits fichiers à différentes vitesses selon sa génération.
La version 1.0 de l'USB est apparue en janvier 1996, ce connecteur s'est généralisé dans les années 2000 pour connecter souris, claviers d'ordinateurs, imprimantes, clés USB et autres périphériques sur les ordinateurs personnels.
Les performances de l'USB, notamment concernant les débits, se sont grandement améliorées au fil des versions : de 1,5 Mbit/s pour la version 1.0 à 80 Gbit/s théoriques pour la version USB4 version 2.0.

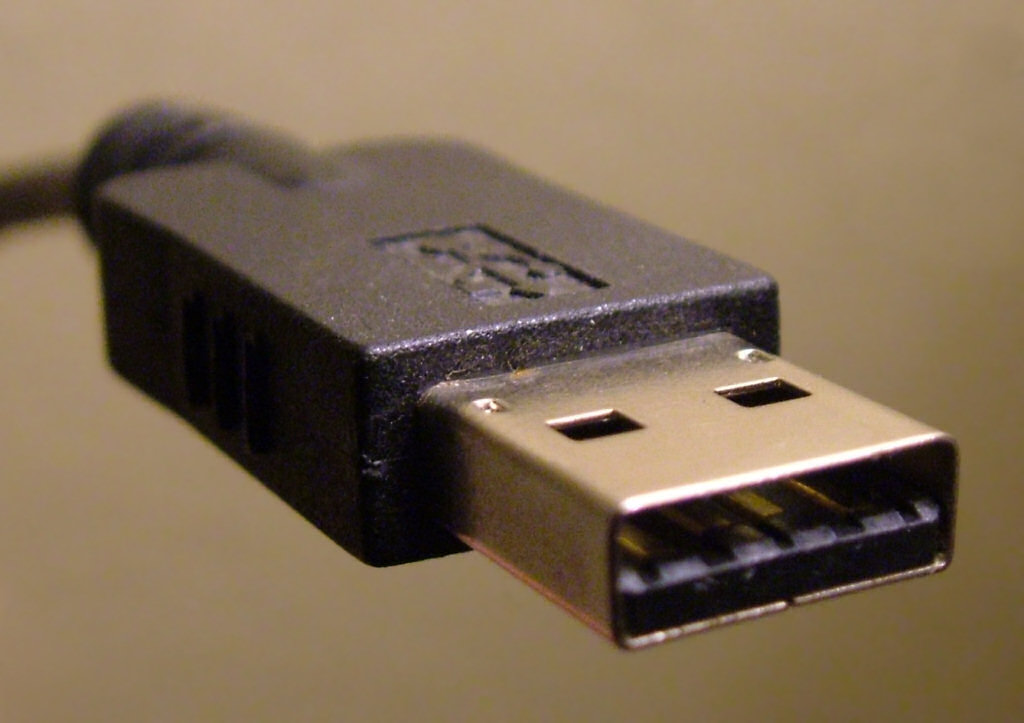
Connecteur USB de type-A mâle.

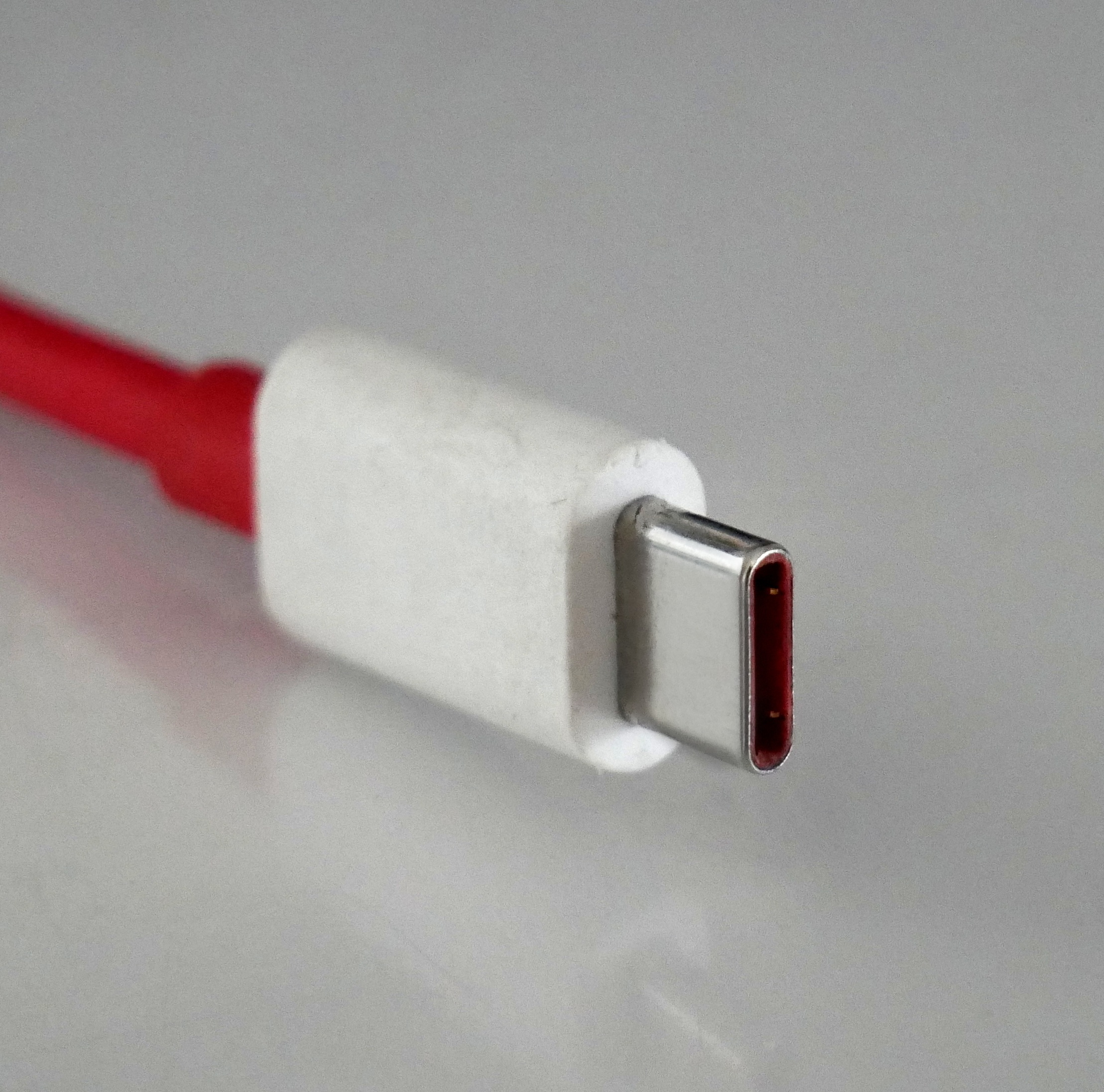
Connecteur USB-C mâle.

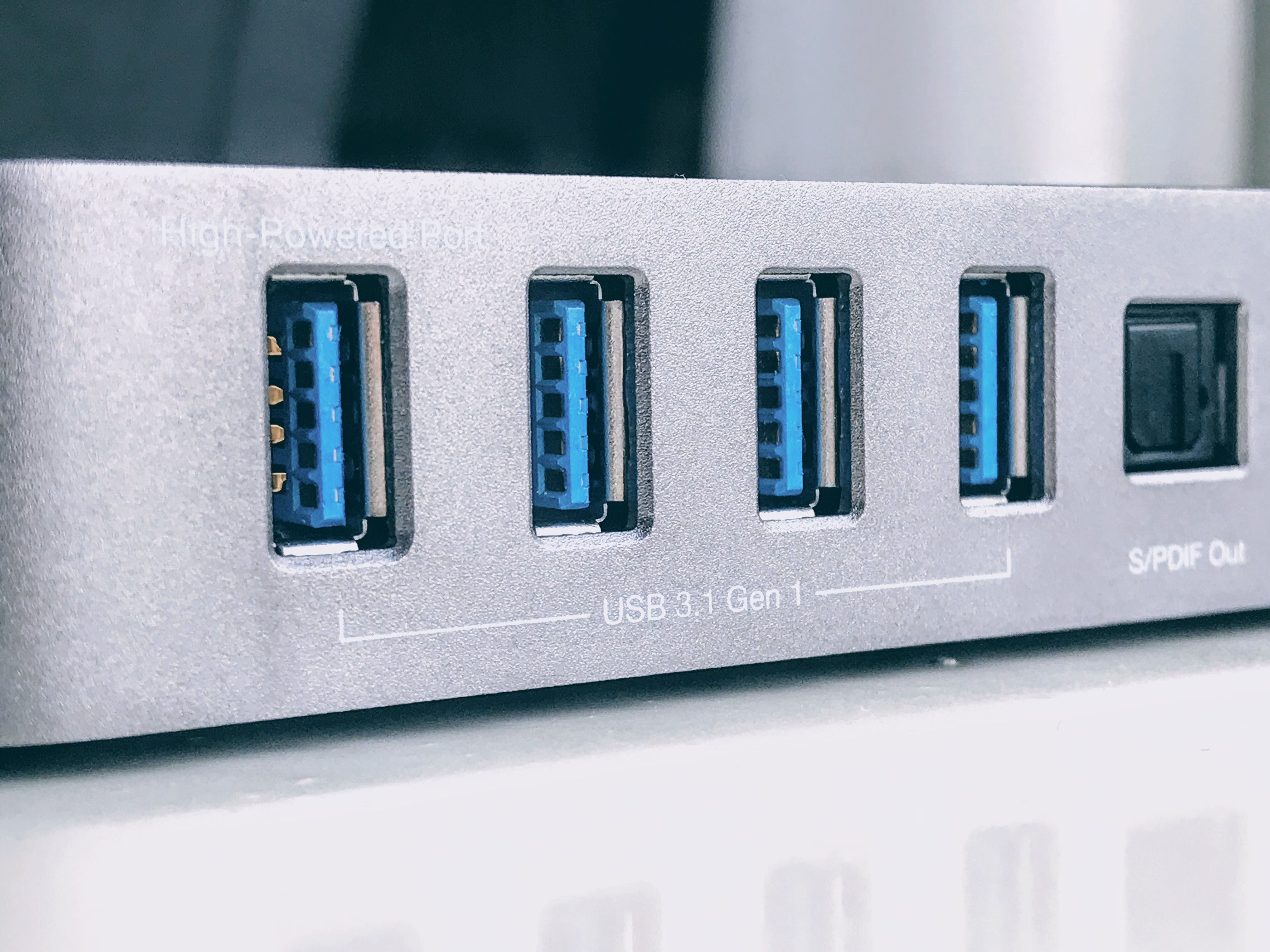
Prises USB 3.1 type A.

## Évolution de la norme USB
L’USB a été conçu au milieu des années 1990 afin de remplacer les nombreux ports externes d’ordinateurs (port parallèle, port série, port SCSI, etc.), spécialisés (ports clavier PC DIN, puis PS/2 mini-DIN, port souris) et volontairement, pour éviter toute erreur de branchement, incompatibles les uns avec les autres. Des versions successives de la norme ont été développées au fur et à mesure des avancées technologiques, chacune étant vouée à remplacer les précédentes par ses nouvelles performances. Cette généralisation tient en partie au fait que de simples puces, peu coûteuses, génèrent en temps réel toute la logique de sérialisation et de partage — de complexité croissante au fil des versions — de l'USB.

### USB 1.0 et USB 1.1
En 1996, la première version de la norme, l’USB 1.0, est spécifiée par sept partenaires industriels (Compaq, DEC, IBM, Intel, Microsoft, NEC et Northern Telecom) mais elle reste théorique et n'a pas vraiment été appliquée par manque de composants.
Il faut attendre la seconde version de la norme en 1998, intitulée USB 1.1, pour que l'USB commence à être effectivement utilisé. Ce que nous appelons couramment USB 1 est donc en réalité de l'USB 1.1.
L'USB 1.1 apporte des corrections à la norme 1.0 et définit également deux vitesses de communication :
- le mode lent (en anglais Low Speed) a un débit de 1,5 Mbit/s. Il permet de connecter des périphériques qui ont besoin de transférer peu de données, comme les claviers et souris ;
- le mode pleine vitesse (en anglais Full Speed) débite à 12 Mbit/s. Il est utilisé pour connecter des imprimantes, scanners, disques durs, graveurs de CD et autres périphériques ayant besoin de plus de rapidité. Néanmoins, il est insuffisant pour beaucoup de périphériques de stockage de masse (ce mode permet la vitesse « 10 X » des CD).

En août 1998, avec la sortie de l'iMac G3, Apple est le premier constructeur à proposer un appareil disposant uniquement de ports USB en remplacement des ports d'ancienne génération, ce qui a fait décoller le marché des périphériques USB.

### USB 2.0

Symbole de l'USB 2.0.

En avril 2000 est publiée la norme USB 2.0, qui optimise l'utilisation de la bande passante, avec un débit théorique de 480 Mbit/s, baptisé « Haute vitesse » (en anglais High Speed). Il est utilisé par les périphériques rapides : disques durs, graveur de disque optique, etc. Au moment de sa sortie, la plupart des périphériques ont d'ailleurs une vitesse inférieure à celle permise par l'USB 2.0.
En 2005, le Wireless USB, une version sans-fil de l'USB, est spécifiée par le Wireless USB Promoter Group. Elle promet 400 Mbit/s à une distance de 3 m et 112 Mbit/s à 10 m.
En 2007, l'extension On-The-Go (OTG), ajoutée à la norme USB 2.0 permet d'effectuer des échanges de données point à point entre deux périphériques sans avoir à passer par un hôte (généralement un ordinateur personnel). La norme OTG devient donc un nouveau standard.

### USB 3.0 (ou USB 3.1 Gen 1 ou USB 3.2 Gen 1)

Symbole de l'USB 3.0 ou 3.1 Gen 1.

En 2008, l’USB 3.0 (renommé depuis en USB 3.2
 Gen 1) introduit le mode SuperSpeed, qui a un débit théorique de 5 Gbit/s. Mais ce nouveau mode utilisant un codage des données de type 8b/10b, la vitesse de transfert réelle est de seulement 4 Gbit/s. L'USB 3 délivre une puissance électrique maximum de 4,5 W soit 0,9 A à 5 V.
Les périphériques compatibles disposent de connexions à neuf contacts au lieu de quatre, mais la compatibilité ascendante des prises et câbles des versions précédentes est assurée. En revanche, la compatibilité descendante est impossible, les câbles USB 3.0 de Type-B n'étant pas compatibles avec les prises USB 1.1/2.0 Type-B.
Début 2010, l'USB 3.0 est introduit dans des produits grand public. Les prises femelles correspondantes sont souvent signalées par une couleur bleue. Des prises femelles rouges apparaissent aussi, signalant une puissance électrique disponible supérieure (2 A) et appropriée au chargement rapide de petits appareils, y compris (à condition de le paramétrer dans le BIOS ou l'UEFI) lorsque l'ordinateur est éteint.
D'autres couleurs, non normalisées et donc propres à chaque constructeur (bleu ciel, gris, etc.), signalent quels ports USB sont reliés à des adaptateurs distincts, ce qui est important pour les questions de performance (débits parallèles) ou de fiabilité. Le jaune est souvent utilisé pour indiquer quels ports sont à alimentation rémanente quand la machine est hors tension. Parfois on peut le spécifier par le BIOS.

### USB 3.1 (ou USB 3.1 Gen 2 ou USB 3.2 Gen 2)

Symbole de l'USB 3.1 Gen 2.

En août 2013, l’USB 3.1 (renommé depuis en USB 3.2 Gen 2) est annoncé. Les spécifications techniques de cette norme sont finalement publiées par le consortium USB Implementers Forum en août 2014.
L'USB 3.1 Gen 2 permet des débits doubles de ceux de l'USB 3.1 Gen 1, soit 10 Gbit/s. Le standard est rétro-compatible avec l'USB 3.1 Gen 1 et l'USB 2.0. L'USB 3.1 Gen 2 marque la sortie d'une nouvelle connectique, celle-ci est plus fine et n'impose pas de sens de branchement (on dit que la connectique est réversible) : le Type-C. Pour tout de même permettre la connexion vers des connecteurs USB 2.0 et 3.0, le standard permet d'avoir des adaptateurs passifs (à l'inverse des adaptateurs Lightning, le connecteur réversible qu'Apple a lancé avec l'iPhone 5 en 2012), pour garder une taille réduite et un coût de fabrication mesuré.
Le 9 mars 2015, Apple présente le MacBook, le premier ordinateur équipé d'un seul port USB 3.1 Type-C, mais ne bénéficiant que du débit de l'USB 3.1 Gen 1 (5 Gbit/s) au lieu de celui de l'USB 3.1 Gen 2 (10 Gbit/s),.

### USB 3.2 Gen 2x2

Symbole de l'USB 3.2 Gen 2x2.

L'USB 3.2 Gen 2x2 permet de doubler le débit de la version précédente, passant à 20 Gbit/s.
Le standard reste rétro-compatible avec les versions précédentes. L'USB-IF profite de cette nouvelle norme pour renommer, une fois de plus, les anciennes normes. L'USB 3.1 Gen 1 à 5 Gbit/s (ex USB 3.0) devient l'USB 3.2 Gen 1, l'USB 3.1 Gen 2 à 10 Gbit/s (ex USB 3.1) devient l'USB 3.2 Gen 2 et la nouvelle norme prend le nom d'USB 3.2 Gen 2x2 à 20 Gbit/s.

### USB4
La norme USB4, annoncée en 2017 et officialisée en septembre 2019 par l'USB-IF, promet 40 Gbit/s ainsi que l'intégration des fonctionnalités de Thunderbolt 3, laissant espérer un rapprochement, voire une fusion entre les deux normes. L'USB-IF ne s'inscrit pas dans la continuité logique, nommant cette norme « USB4 » et non USB 4.0. Les câbles USB4 sont au format USB-C.

### USB4 version 2.0
La version 2.0 de la norme USB4 est annoncée en septembre 2022 par l'USB Promoter Group et promet de doubler la bande passante théorique par ligne de 20 à 40 Gbit/s soit 80 Gbit/s dans une configuration symétrique. Elle est annoncée comme compatible avec les normes et protocoles USB4 version 1, USB 3.2, USB 2.0 et Thunderbolt 3. Cette version supporte également des configurations de lignes asymétriques telles que : une paire est dédiée à la réception et trois sont dédiées à l'émission ou inversement permettant des débits théoriques allant jusqu’à 120 Gbit/s dans un sens.

### Résumé des débits
Lorsque l’on parle d’un équipement USB, il est nécessaire de préciser la version de la norme (1.1, 2.0 ou 3.1 Gen 1 ou Gen 2), mais également la vitesse (low/full/high/super speed). Une clé USB spécifiée en USB 2.0 n’est pas forcément « haute vitesse » si cela n’est pas précisé par un logo « High Speed ».
Jusqu'à la version 3.1 Gen 2, le bus USB était plus lent que certaines interfaces internes comme le PCI, l'AGP ou le SATA. Ainsi, l'USB 2.0 (480 Mbit/s) est plus de dix fois plus lent que le SATA III (6 Gbit/s). L'USB 3.1 Gen 1 est presque égal, théoriquement, au SATA III avec un débit de 5 Gbit/s. L'USB 3.1 Gen 2 surpasse théoriquement le SATA III avec un débit théorique de 10 Gbit/s.
Ces débits ne sont atteints en copie de fichiers qu'avec un utilitaire ou un système d'exploitation recourant au double buffering. Dans le cas contraire, les stockages émetteur et récepteur ne seront sollicités qu'à tour de rôle au lieu de débiter en même temps, divisant donc par deux le débit théorique possible. C'était une limitation par exemple sous Windows 7 avec la fonction de copie de base du système. La restriction de débit s'observe aussi avec des prises USB reliées à un contrôleur unique par un hub USB, que celui-ci soit externe ou interne.
La division de débit ne pose pas de problème lorsqu'il s'agit de périphériques ne fonctionnant pas simultanément (le hub est en ce cas utilisé simplement pour éviter des branchements et débranchements manuels fréquents, et donc aussi une usure prématurée des prises USB), l'allocation de bande, dans la norme USB, étant dynamique ; en d'autres termes, quand un périphérique fonctionne seul il dispose de presque toute la bande passante.
Les hubs USB possédant une alimentation externe divisent uniquement le débit, alors que ceux alimentés par le câble USB répartissent l'intensité disponible sur tous les périphériques en ayant besoin (ceux qui sont alimentés par un bloc d'alimentation externe, comme les disques durs externes, consomment très peu d'énergie sur le bus).
| Nom             | Année | Encodage  | Paires      | Débit théorique par paire | Débit théorique descendant | Débit théorique montant |
| --------------- | ----- | --------- | ----------- | ------------------------- | -------------------------- | ----------------------- |
| USB 1.0         | 1996  | NRZI      | 1           | 1,5 Mbit/s                | 1,5 Mbit/s                 | 1,5 Mbit/s              |
| USB 1.1         | 1998  | NRZI      | 1           | 12 Mbit/s                 | 12 Mbit/s                  | 12 Mbit/s               |
| USB 2.0         | 2000  | NRZI      | 1           | 480 Mbit/s                | 480 Mbit/s                 | 480 Mbit/s              |
| USB 3.2 Gen 1x1 | 2008  | 8b/10b    | 1 tx / 1 rx | 5 Gbit/s                  | 5 Gbit/s                   | 5 Gbit/s                |
| USB 3.2 Gen 1x2 | 2017  | 8b/10b    | 2 tx / 2 rx | 5 Gbit/s                  | 10 Gbit/s                  | 10 Gbit/s               |
| USB 3.2 Gen 2x1 | 2013  | 128b/132b | 1 tx / 1 rx | 10 Gbit/s                 | 10 Gbit/s                  | 10 Gbit/s               |
| USB 3.2 Gen 2x2 | 2017  | 128b/132b | 2 tx / 2 rx | 10 Gbit/s                 | 20 Gbit/s                  | 20 Gbit/s               |
| USB4 Gen 2×1    | 2019  | 64b/66b   | 1 tx / 1 rx | 10 Gbit/s                 | 10 Gbit/s                  | 10 Gbit/s               |
| USB4 Gen 2×2    | 2019  | 64b/66b   | 2 tx / 2 rx | 10 Gbit/s                 | 20 Gbit/s                  | 20 Gbit/s               |
| USB4 Gen 3x1    | 2019  | 128b/132b | 1 tx / 1 rx | 20 Gbit/s                 | 20 Gbit/s                  | 20 Gbit/s               |
| USB4 Gen 3x2    | 2019  | 128b/132b | 2 tx / 2 rx | 20 Gbit/s                 | 40 Gbit/s                  | 40 Gbit/s               |
| USB4 version 2  | 2022  | PAM-3     | 2 tx / 2 rx | 40 Gbit/s                 | 80 Gbit/s                  | 80 Gbit/s               |

Ces débits ne sont toutefois que maximum théoriques car le codage utilisé réduit la bande passante réelle, ils peuvent également être dégradés par de multiples facteurs (performances de l'appareil sur lequel est branché le périphérique USB, efficacité du logiciel qui réalise les opérations de lecture ou d'écriture, etc.).

## Évolution des connecteurs USB

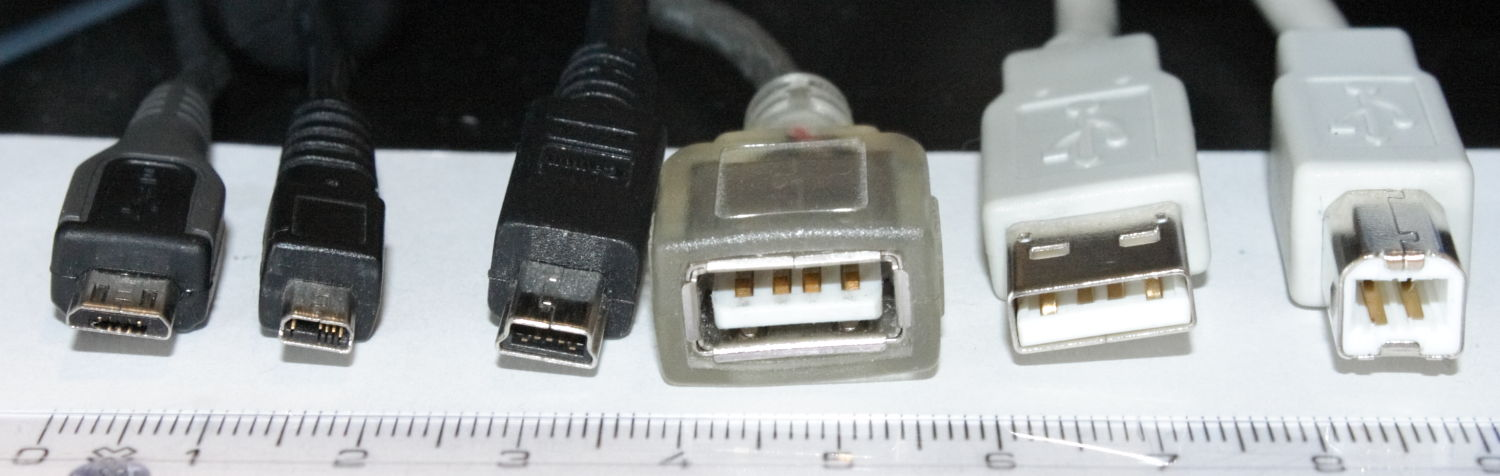
Différents connecteurs USB 1.0/1.1 et 2.0, de gauche à droite :
• Micro-B mâle ;
• UC-E6 propriétaire (non USB) ;
• Mini-B mâle ;
• Type-A femelle ;
• Type-A mâle ;
• Type-B mâle.

Les différents connecteurs compatibles avec la norme USB 2.0.

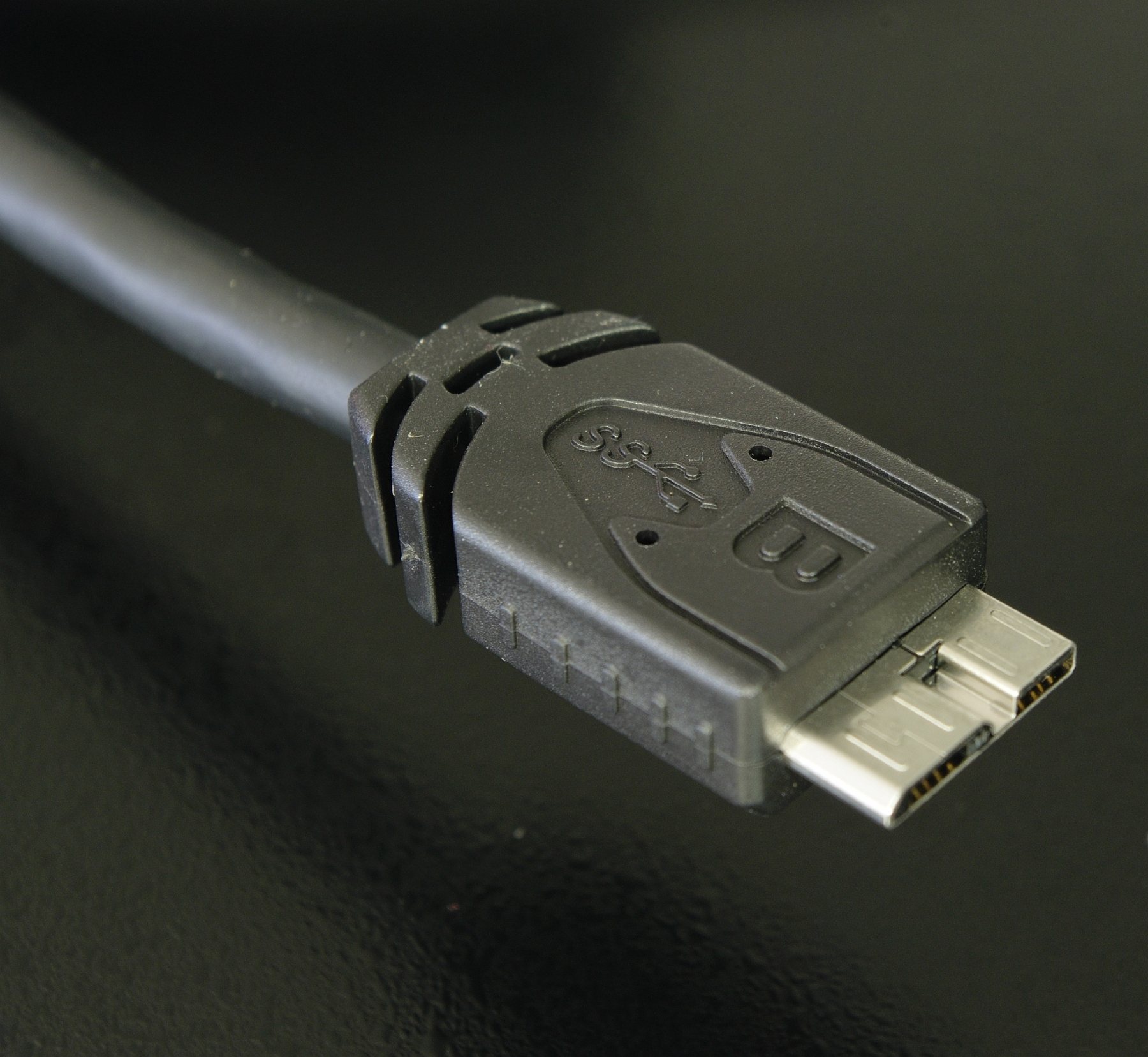
Fiche USB 3.0 Micro-B SuperSpeed.

### Premiers connecteurs: Type-A et Type-B
À sa création, le bus USB ne permettait pas de relier entre eux deux périphériques ou deux hôtes : le seul schéma de connexion autorisé était un périphérique sur un hôte. Pour éviter des branchements incorrects, la norme spécifie deux types de connecteurs :
- le Type-A : destiné à être situé sur l'hôte ;
- le Type-B : destiné à être situé sur le périphérique.

Un hub USB peut comporter à la fois un connecteur Type-B, qui permet de le relier à l'hôte, et des connecteurs Type-A, qui permettent d'y relier des périphériques. Les appareils (hôte et périphériques) sont équipés de connecteurs femelles. Les câbles de connexion ont toujours une extrémité de Type-A mâle, et une extrémité de Type-B mâle, ce qui garantit le respect de la topologie du bus. Il peut aussi exister des câbles de prolongation équipés de connecteurs de même type mais de genres différents (pour créer des rallonges).

### Mini-connecteurs
Les mini-connecteurs sont de types Mini-A et Mini-B. Chacun d'entre eux étant décliné en prises mâle et femelle, quatre mini connecteurs sont utilisés.

#### Mini-B
En octobre 2000, devant le développement des appareils compacts (téléphones mobiles, appareils photos numériques, etc.), une mise à jour de la norme USB 2.0 introduit une version miniature du connecteur Type-B : le Mini-B,. Ce nouveau connecteur est équivalent au connecteur Type-B, mais de dimensions nettement plus réduites.

#### Mini-A
En décembre 2001, l'USB 2.0 est assorti d'un connecteur Mini-A, utilisé dans le cadre de l'extension USB On-The-Go. Le connecteur Mini-AB (disponible uniquement en port femelle) est aussi ajouté, qui permet aux appareils compatibles de jouer indifféremment le rôle d'hôte ou celui de périphérique, car ils peuvent se connecter avec les câbles Mini-A et Mini-B[réf. nécessaire].

### Micro-connecteurs
Les micro-connecteurs sont de types Micro-A et Micro-B. La taille des appareils mobiles s'étant encore réduite, les connecteurs Mini-A et Mini-B sont devenus à leur tour trop gros.
En janvier 2007, le nouveau connecteur Micro-B est annoncé. Il est non seulement plus fin que le mini-B, mais également prévu pour supporter un grand nombre de cycles de connexion/déconnexion (jusqu'à 10 000), ce qui le rend particulièrement bien adapté aux appareils mobiles souvent branchés/débranchés (tablettes tactiles, smartphones, etc.).
Pour les mêmes raisons, en avril 2007, un nouveau connecteur Micro-A vient remplacer le connecteur Mini-A, qui est officiellement déconseillé le mois suivant,,. Comme dans le cas des mini-connecteurs, l'arrivée du Micro-A mène aussi à la création du port femelle Micro-AB permettant d'y brancher les connecteurs Micro-A et Micro-B.
Avec l'arrivée de l'USB 3.0, sont apparus les nouveaux connecteurs USB 3.0 Micro-A et USB 3.0 Micro-B. Comme les normes précédentes, le connecteur femelle USB 3.0 Micro-AB permet d'accueillir les connecteurs USB 3.0 Micro-A et Micro-B.

### Connecteurs internes
Les connecteurs internes USB 2.0, USB 3.2 Gen 1 et USB 3.2 Gen 2x2 représentes 3 types différents et sont utilisés pour des branchements à l'intérieur des ordinateurs (premier usage comme "rallonge" pour les branchements de façades). Ils ne sont pas conçus pour un usage fréquent par l'utilisateur. De ce fait, ils sont peu connus, encombrants et peu résistants à la fatigue.
Généralement orientés perpendiculairement au plan de la carte mère, ils sont repérables au inscriptions USB2.0 (9 pin) et USB3.0 (19 ou 20 pin). Ceux-ci sont conçus pour accueillir jusqu’à deux connecteurs, le brochage se faisant par ligne, ainsi il n'était pas rare de voir deux périphériques branchés dans le même port USB2. Ces deux types de connecteurs sont très courants, standard sur toutes les cartes mères ATX.
Il y eut une proposition de norme pour l'USB3.1 avec un connecteur rectangulaire de 20 broches ou 40 broches. Elle fut adoptée par les fabricants sous l'appellation impropre de "type E" avec un protocole identique à l'USB Type C. Pour des questions fonctionnelles, seul le 20 pin se vit commercialisé, permettant le branchement d'un seul périphérique et supportant de façon courante une connexion aux caractéristiques 10Gbit/s de transfert et 5V*3A = 15 W de charge. Sans aucune modification physique et de même que pour le Type-C, il existe une variante 20Gbit/s.

### USB Type-C

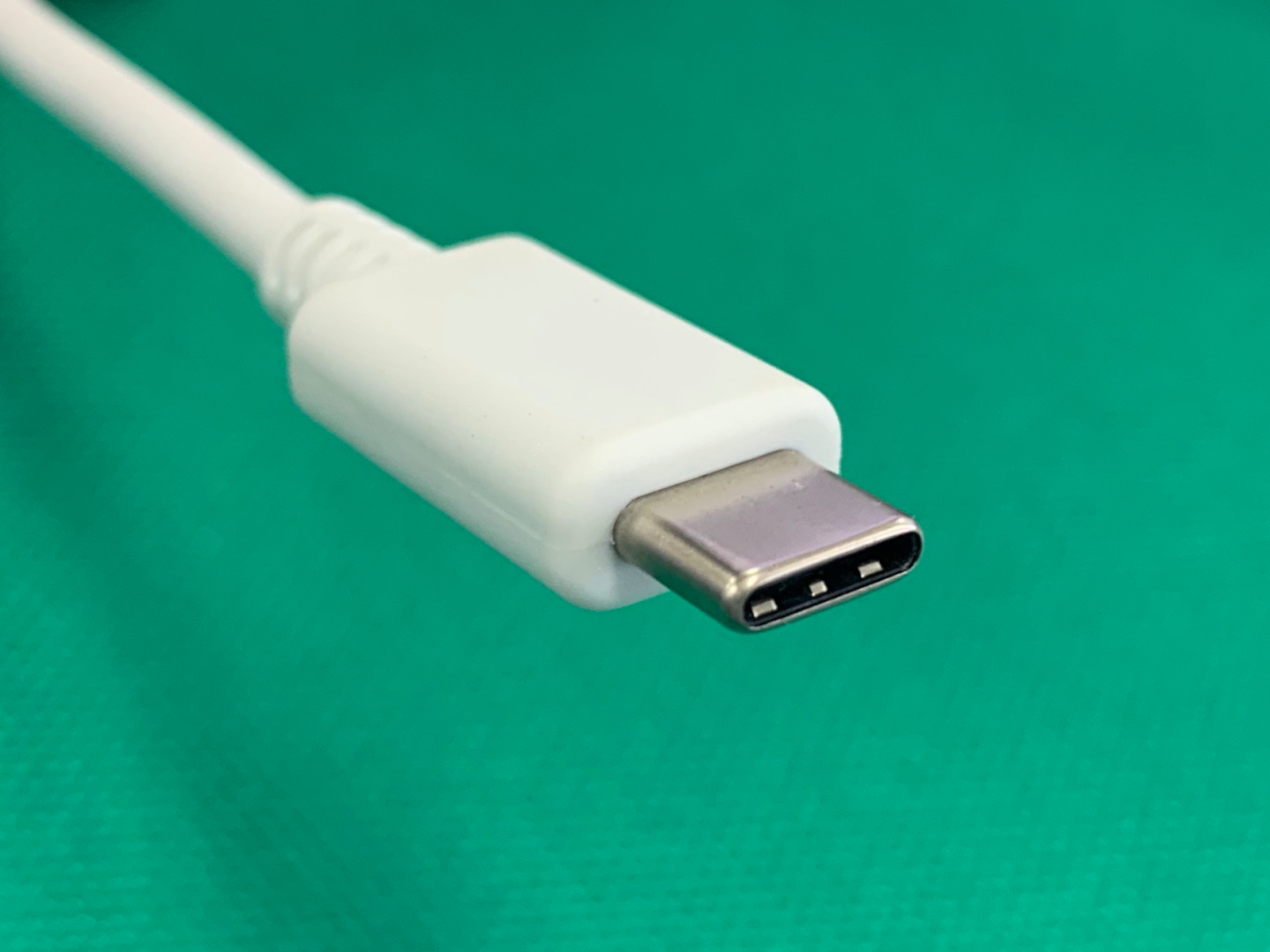
Connecteur USB Type-C.

Le Type-C est introduit avec l'USB 3.1 en août 2014. Il est destiné à remplacer tous les connecteurs précédents. Il a la particularité d'être réversible, c'est-à-dire qu'il n'a plus de sens haut/bas. Cette réversibilité complique considérablement le câblage pour le fabricant, puisque tout doit être connecté en double. En revanche, l'aspect pratique pour l'utilisateur se double d'une compatibilité avec l'USB Power Delivery. La technologie DisplayPort lui permet également de transmettre des signaux audio et vidéo.
En mars 2016, une spécification du connecteur de verrouillage USB de type C a été publiée. Elle définit les exigences mécaniques pour les connecteurs USB-C et les directives pour la configuration de montage des prises USB-C afin de fournir un mécanisme de verrouillage à vis standardisé pour les connecteurs et les câbles USB-C. Elle définit deux variantes, l'une avec une vis unique et l'autre avec deux vis. Les vis de verrouillage des fiches de verrouillage USB de type C sont entièrement rétractables, de sorte que la fiche peut être branchée sur une application utilisant une prise USB de type C qui ne supporte pas la fonction de vis de verrouillage.
La norme USB4, qui intègre le protocole Thunderbolt 3, n'est disponible qu'à travers un connecteur USB Type-C,,,.

### Résumé des connecteurs
|          | USB 1.0 1996 | USB 1.1 1998 | USB 2.0 2000 | USB 2.0 révisé 2007[réf. nécessaire] | USB 3.2 Gen 1 (ex 3.0 ou 3.1 Gen 1) 2011 | USB 3.2 Gen 2 (ex 3.1 ou 3.1 Gen 2) 2014 | USB 3.2 Gen 2x2 2017 | USB4 2019  |
| Standard | USB Type-A   | USB Type-A   | USB Type-A   | USB Type-A                           | USB Type-A SuperSpeed                    | USB Type-A SuperSpeed                    | Obsolète             | Obsolète   |
| Standard | USB Type-B   | USB Type-B   | USB Type-B   | USB Type-B                           | USB Type-B SuperSpeed                    | USB Type-B SuperSpeed                    | Obsolète             | Obsolète   |
| Standard | Inexistant   | Inexistant   | Inexistant   | Inexistant                           | Inexistant                               | USB Type-C                               | USB Type-C           | USB Type-C |

|      | USB 1.0 1996 | USB 1.1 1998 | USB 2.0 2000 | USB 2.0 révisé 2007[réf. nécessaire] | USB 3.2 Gen 1 (ex 3.0 ou 3.1 Gen 1) 2011 | USB 3.2 Gen 2 (ex 3.1 ou 3.1 Gen 2) 2014 | USB 3.2 Gen 2x2 2017 | USB4 2019 |
| Mini | Inexistant   | Inexistant   | USB Mini-A   | USB Mini-A                           | Obsolète                                 | Obsolète                                 | Obsolète             | Obsolète  |
| Mini | Inexistant   | Inexistant   | USB Mini-B   | USB Mini-B                           | Obsolète                                 | Obsolète                                 | Obsolète             | Obsolète  |
| Mini | Inexistant   | Inexistant   | Inexistant   | USB Mini-AB                          | Obsolète                                 | Obsolète                                 | Obsolète             | Obsolète  |

|       | USB 1.0 1996 | USB 1.1 1998 | USB 2.0 2000 | USB 2.0 révisé 2007[réf. nécessaire] | USB 3.2 Gen 1 (ex 3.0 ou 3.1 Gen 1) 2011 | USB 3.2 Gen 2 (ex 3.1 ou 3.1 Gen 2) 2014 | USB 3.2 Gen 2x2 2017 | USB4 2019 |
| Micro | Inexistant   | Inexistant   | Inexistant   | USB Micro-A                          | USB Micro-A SuperSpeed                   | USB Micro-A SuperSpeed                   | Obsolète             | Obsolète  |
| Micro | Inexistant   | Inexistant   | Inexistant   | USB Micro-B                          | USB Micro-B SuperSpeed                   | USB Micro-B SuperSpeed                   | Obsolète             | Obsolète  |
| Micro | Inexistant   | Inexistant   | Inexistant   | USB Micro-AB                         | USB Micro-AB SuperSpeed                  | USB Micro-AB SuperSpeed                  | Obsolète             | Obsolète  |

En résumé, quatorze types de connecteurs existent : A, B, mini-A, mini-B, mini-AB, micro-A, micro-B, micro-AB, A SS, B SS, micro-A SS, micro-B SS, micro-AB SS et C.

## Applications

### Pour le transfert des données
L'USB a supplanté divers bus et interfaces qui équipaient auparavant les ordinateurs : port série RS-232, port parallèle, port PS/2, port joystick (ou port MIDI), port SCSI, et même bus internes comme PCI pour la connexion de certains dispositifs (par exemple cartes son ou cartes de réception TV).
La gamme des périphériques utilisant le bus USB est extrêmement vaste :
- périphériques d'interaction avec l'utilisateur : claviers, souris, joystick, guitare, manette, HOTAS ;
- périphériques de stockage : disques durs externes, appareils photo, lecteurs multimédia, et surtout clés USB, un concept apparu spécifiquement pour le bus USB. Il s'agit de l'association d'une mémoire flash et d'une interface USB, le tout contenu dans un petit boîtier évoquant une clé par sa taille et sa forme. Pour améliorer les transferts sur le port USB, un protocole USB Attached SCSI (UASP) a été ajouté. Ce mode de transfert se différencie du mode « bulk-only transport » par l'utilisation des commandes SCSI, leur séparation des signaux des données et la file d'attente (command queuing). Avec l'UASP, les commandes ne sont plus exécutées séquentiellement, mais parallélisées et réordonnées de manière optimale, ce qui permet d'augmenter de 30  à   40 % les performances ;
- multimédia et imagerie : imprimantes, scanners, cartes son, webcams, tuners TV, écran secondaire (intégrant son propre contrôleur vidéo), microphone ;
- adaptateurs de réseau ou de communication : Wi-Fi, Ethernet, Bluetooth, infrarouge IrDA, Modem ;
- bus et interfaces : port série RS-232, port parallèle, port PS/2, port joystick, Bus CAN, GPIB (IEEE-488), port série RS-485.

Le bus USB est également utilisé en interne dans certains ordinateurs pour connecter des périphériques tels que webcams, récepteurs infrarouges (c'est le cas par exemple sur les MacBook Pro) ou lecteurs de cartes mémoire.

### Pour l'alimentation électrique

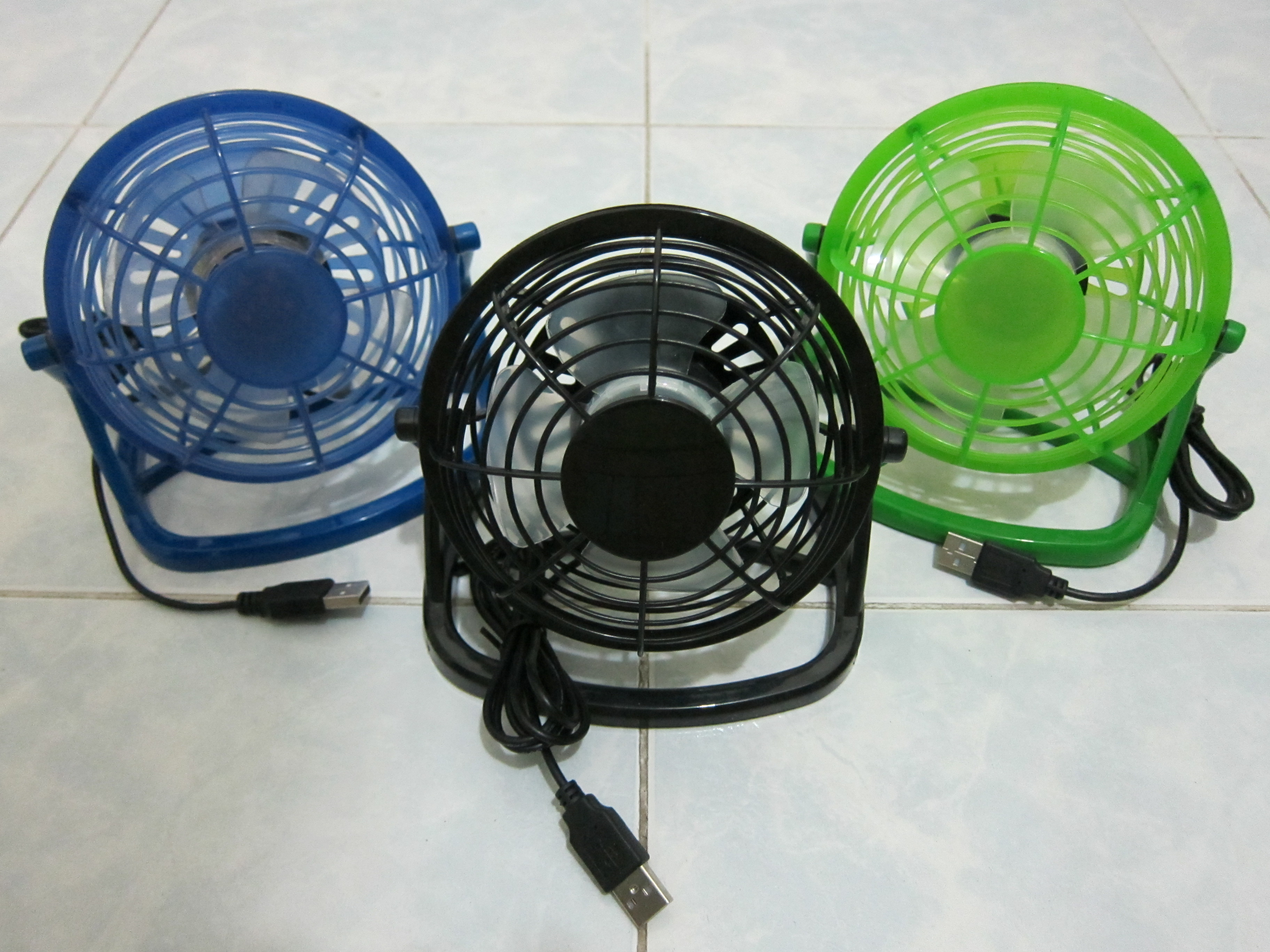
Ventilateurs alimentés par USB.

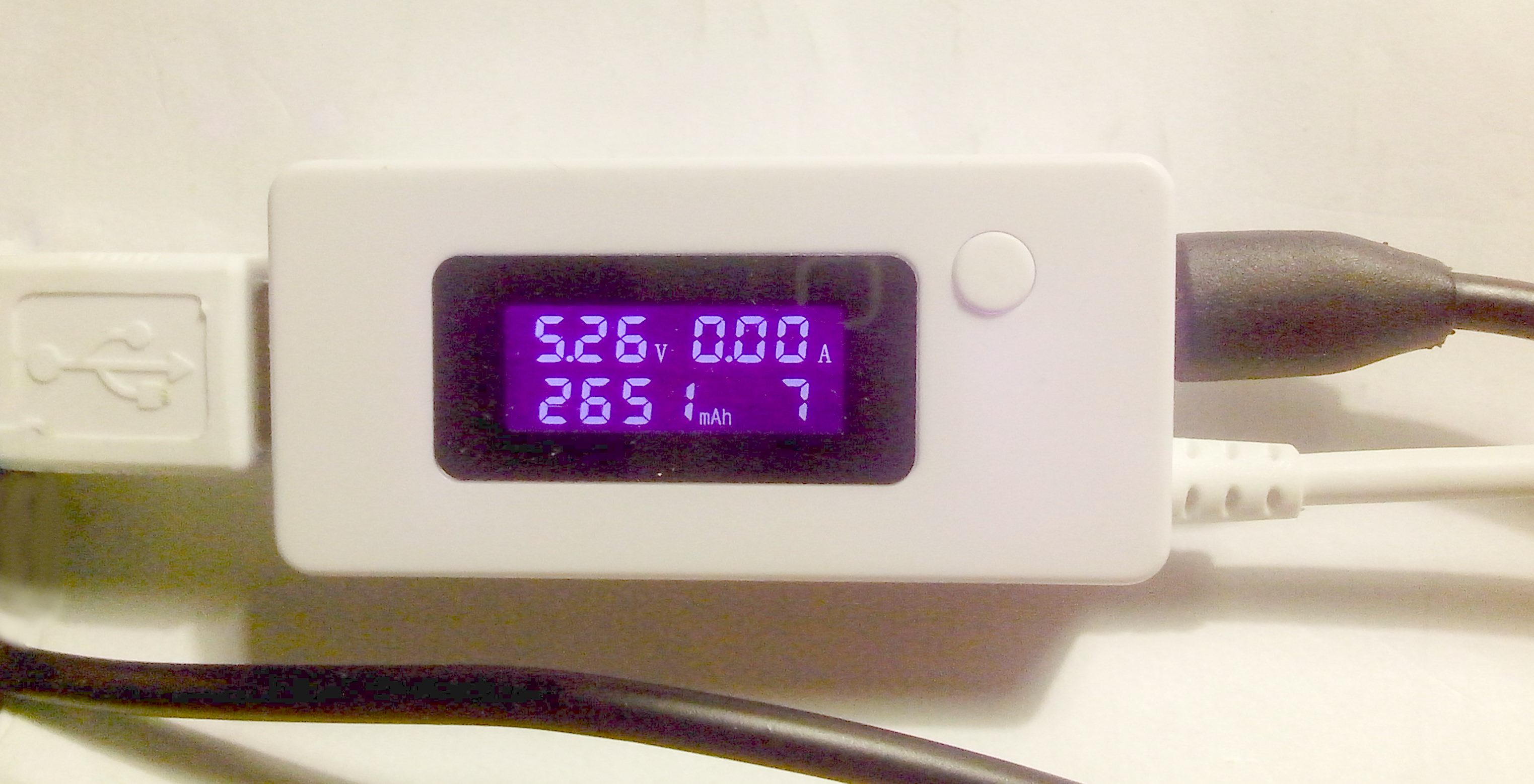
Petit accessoire affichant et enregistrant la tension (V), le courant (A) et la charge (mAh) au cours de l'alimentation d'un appareil par USB.

#### Alimentation et recharge courante
Le bus USB peut alimenter en énergie les périphériques, dans une certaine limite de courant consommé (2 A pour une application haute puissance, 100 mA pour une application normale). Cela permet au passage la recharge d'appareils portables, pour lesquels on voit apparaître des adaptateurs secteur disposant d'une connectique USB limitée à l'alimentation électrique.
La connectique USB devient ainsi une norme de fait pour alimenter des appareils de faible puissance (au début 500 mA sous 5 V continus soit 2,5 W), au-delà des périphériques informatiques stricto sensu. Plusieurs gadgets alimentés par port USB qui ne sont pas des périphériques informatiques sont apparus sur le marché : lampes d'appoint, petits ventilateurs, etc.
Cependant, le courant délivré par l'USB est resté longtemps trop faible pour certains périphériques, par exemple des disques durs externes de 3,5 pouces, ou même quelques-uns de 2,5 pouces pouvant demander jusqu'à 10 W. Une solution possible consistait à compléter l'alimentation par un branchement sur un second port USB (parfois aussi une dérivation sur un port clavier PS/2), mais cette pratique était contraignante, le périphérique mobilisant alors deux ports et deux câbles.

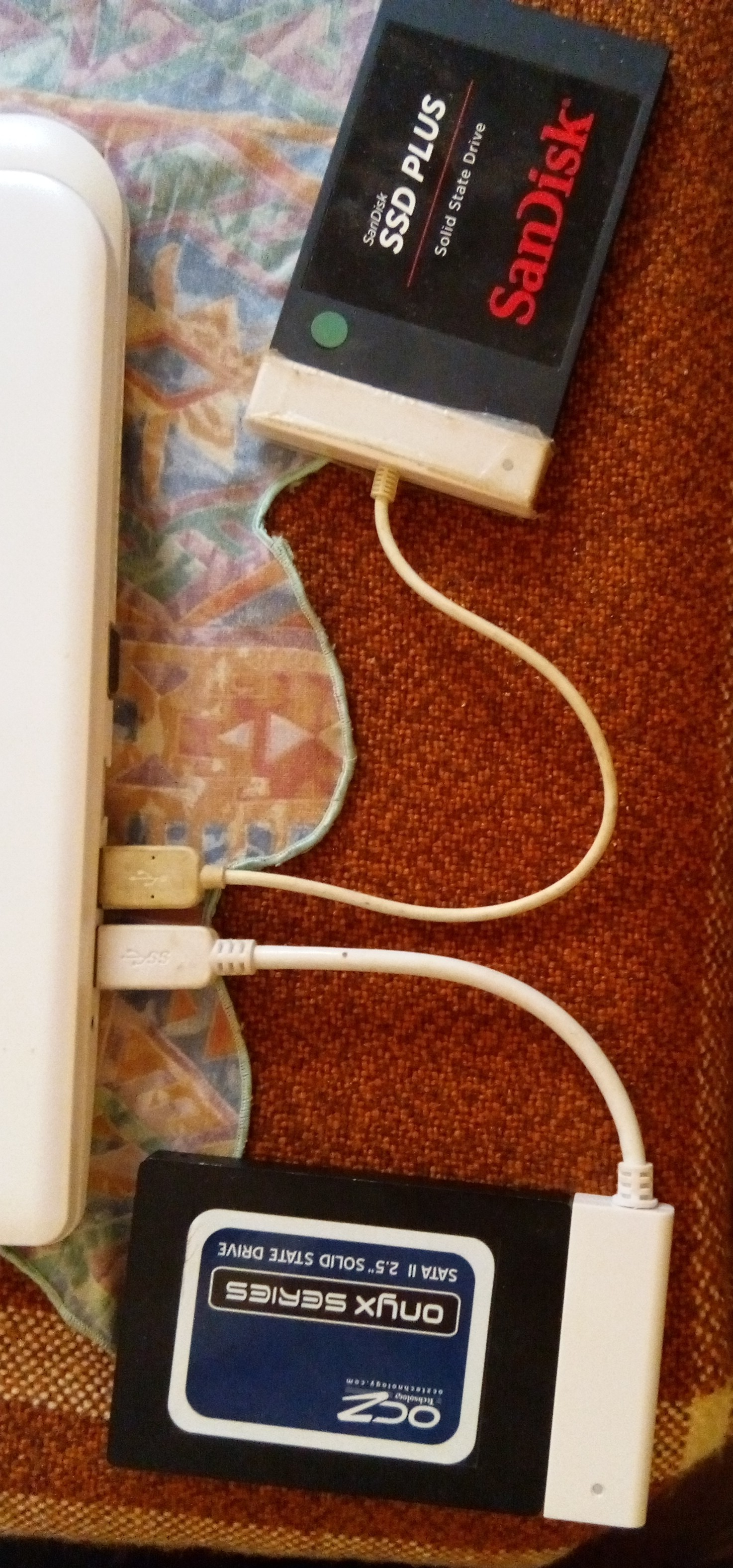
Exemples de câbles USB transférant alimentation et données (ici USB vers SATA), de raideur très différente.

Divers constructeurs de cartes mères, d'alimentations ou de hubs proposèrent, outre des ports standard, un ou plusieurs ports dits de charge rapide pouvant délivrer jusqu'à 2 A, quelquefois munis par ailleurs de sécurités électroniques pour éviter toute erreur de manipulation.
Ce problème pourrait être résolu avec la nouvelle norme USB. En effet, un câble standard avec prises de type C (norme USB 3.1) autorise une puissance électrique de 60 W. Des câbles ayant des fils avec une section suffisante peuvent faire transiter jusqu'à 100 W. On tendrait alors vers l'utilisation d'un câble unique pour les périphériques qui assure à la fois l'alimentation et le transfert des données. Par exemple, on peut connecter un écran à un hub USB intégré avec un seul câble USB sans se soucier du sens du câble ou de la prise. L'épaisseur du conducteur nécessaire pour acheminer l'intensité de 5 A correspondante risque de poser des problèmes de coût et de raideur du câble, au risque d'endommager la prise comme ce fut le cas au temps du SCSI.
L'USB est aussi devenu un moyen d'alimenter un ordinateur et pas seulement ses périphériques. En 2015, Google sort un Chromebook Pixel incluant une prise USB de type C qui permet de le recharger. En 2017, c'est le tour du GPD Pocket, PC de poche à base Intel fonctionnant sous Windows 10 et Linux.

#### Nouvel écosystème
Depuis 2009, l'Union européenne tente d'imposer des chargeurs universels aux normes USB afin d'éviter 51 kilotonnes de déchets électroniques par an dans ses 27 pays, les tensions et les connectiques correspondantes devenant ainsi le standard du fait de la très basse tension.
Le 30 janvier 2020, le Parlement européen vote une résolution non contraignante face au lobbying de constructeurs tels qu'Apple qui en contestent l'efficacité. Cette résolution invite la Commission à « prendre des mesures pour introduire le chargeur universel » avant juillet 2020,,.
Bénéficiant du volume de l'écosystème créé par ce nouveau standard interconstructeurs de basse tension et de connectique, de nouveaux produits apparaissent comme les batteries externes généralement de 3 à 25 Ah,, qui présentent l'avantage d'être utilisables avec les téléphones comme les tablettes, y compris de constructeurs différents, et de rester utilisables si on vient à changer l'une, l'autre, ou les deux.
Les constructeurs d'objets connectés utilisent cette normalisation pour fournir les objets en question sans chargeurs, dès lors beaucoup moins utiles. Ils combinent ainsi baisse des coûts de plusieurs euros (ou dollars) et meilleure écologie, deux facteurs favorables à leur acceptation par le marché. Montres connectées et enceintes Bluetooth peuvent alors rester aussi éloignées de l'ordinateur principal qu'on le voudra, celui-ci pouvant même parfois disparaître du foyer sans inconvénient.
Les prises USB servent aussi à recharger chez soi des objets non connectés. Depuis 2020, l'USB-C devient plus courant.
Depuis la fin de l'année 2016 sont en vente des lampes de bureau à LED munies en standard d'une prise de chargement pour appareil USB externe : leur alimentation interne fournissant déjà la tension appropriée, ajouter cette prise coûte peu à la fabrication, et celle-ci ne débite que lorsqu'elle charge ou alimente un appareil. De même, des alimentations comme celles de la Microsoft Surface Pro 4 sont munies d'un tel port additionnel pour la même raison. Il est ainsi possible de recharger un téléphone mobile ou d'alimenter une enceinte Bluetooth.
Et depuis (2021 ?) sont apparues des prises encastrées 220V incluant un port d'alimentation USB dans leur angle, ainsi que des prises multiples (à brancher ou sur rallonge) incluant des ports d'alimentation USB (1A ou 2A)
Depuis début 2019, les salles d'attente des services d'urgences de certains hôpitaux, comme l'Hôpital Saint-Antoine à Paris, comportent à titre expérimental six câbles USB (à prise B) de chargement pour les portables, afin que même en cas d'attente longue les patients restent joignables par leurs familles. La prise USB se banalise de ce fait à l'instar des prises 220 V[réf. nécessaire].
En octobre 2022, Apple annonce que la version européenne de son iPhone s'alignera sur le standard USB-C, sans admettre pour autant le bien-fondé de cette normalisation qui lui est imposée.

### Câbles
L'usage mixte de l'USB en données et en alimentation alors que tous les appareils n'ont pas besoin des deux usages entraîne la création sur le marché de câbles simplifiés pour diminuer les coûts et donc les prix. Pour l'alimentation seule, ils sont parfois fournis avec les alimentations d'entrée de gamme, ils ne peuvent transmettre aucune donnée, l'intérêt étant alors qu'aucun logiciel malveillant ne peut ainsi être transmis. La puissance maximum transmise dépend du type et de la qualité du câble. Pour les données seules, les câbles sont souvent fournis avec des périphériques ayant leur alimentation propre, ils ne transmettent que les données et pas l'alimentation. Le débit est parfois limité à de l'USB 2.0 et certains câbles USB-C ne sont pas compatibles avec le Thunderbolt 3 inclus dans la norme USB4.
En 2021, des prises USB de type A permettent de brancher des cordons d'alimentation de dépannage dans différents transports en commun : Transilien, abribus, métro, en accompagnement de la dématérialisation des titres de transport.
La vocation de ces câbles à fonctionnalité réduite (données ou chargement) est indiquée sur leur emballage, mais pas sur le câble lui-même, aucun code de couleur n'ayant été établi pour les distinguer des câbles « complets ». Les câbles complets « alimentation et données » (en anglais power and data) sont en 2017 spécifiés comme tels.

## Spécifications techniques

### Caractéristiques générales
L'Universal serial bus est une connexion à haute vitesse qui permet de connecter des périphériques externes à un ordinateur (hôte dans la terminologie USB). Le bus autorise les branchements et débranchements à chaud (« Hot-Plug », sans avoir besoin de redémarrer l’ordinateur) et fournit l’alimentation électrique des périphériques sous 5 V.
D'un point de vue logiciel, le bus possède une topologie arborescente (dite également en étoile) : les feuilles de cet arbre sont les périphériques ; les nœuds internes sont des hubs qui permettent de greffer des sous-arborescences dans l'arborescence principale. On trouve dans le commerce ces hubs sous forme de petits boîtiers alimentés soit sur le bus, soit sur le secteur, et qui s'utilisent comme des multiprises. Certains périphériques intègrent également un hub (moniteurs, claviers…). Cependant, tout bus USB possède au moins un hub situé sur le contrôleur : le hub racine, qui peut gérer les prises USB de l'ordinateur. Le nombre de hubs connectés en cascade est limité : hub racine compris, il ne doit pas exister plus de sept couches dans l'arborescence. À plus bas niveau, il s'agit d'un anneau à jeton (en anglais : Token Ring) : chaque nœud dispose successivement de l’accès au bus afin d'éviter la collision de paquets comme sur un réseau Ethernet, mais le nombre maximal de nœuds est prédéfini et l’interrogation de chacun des nœuds génère une perte de temps inutile. Même si un bus permet théoriquement le branchement simultané de 127 périphériques par contrôleur (hôte), au dessus de 50-60 modules USB (voire moins suivant les machines, les branchements et la qualité des hubs USB utilisés), beaucoup d'informations se perdent. Ceci est influencé par les hubs utilisés : s'ils permettent de gérer en parallèles plusieurs communication Full Speed donc si ce sont des hubs Multi-TT ou Single-TT ; ainsi que leur topologie de connexion.
La majorité des câbles sont de taille 28/28 AWG (diamètre de 0,32 mm) ou 28/24 AWG (diamètre de 0,321 mm et 0,511 mm). Le premier nombre correspond à la taille du câble pour la communication et l'échange de données, le deuxième, à celui pour la charge. Plus l'AWG est petit, plus le câble est épais et peut transférer de courant ou d'information. Un câble générique acheté en super marché d'une longueur de 0,3 m une résistance d'environ 0,289 ohm.

### Protocoles
Les protocoles utilisés pour la communication sur le bus USB sont :

#### Bulk Only Transfer(BOT)
Les clés USB 1.1 et 2.0 utilisent le protocole Bulk Only Transfer (BOT) qui ne permet pas d'envoyer au contrôleur du périphérique plusieurs commandes en même temps et ne permettant donc pas à celui-ci d'organiser au mieux leur traitement, à partir d'informations connues de lui mais pas du système d'exploitation (un peu comme le fait le NCQ (Native Command Queuing dans un contrôleur de disque dur). Ce mode est par ailleurs inefficace si l'on combine des lectures et des écritures.

#### USBAttached SCSI Protocol(UASP)
Le protocole USB Attached SCSI Protocol (UASP) transmet au contrôleur du périphérique des commandes multiples, à la manière du SCSI, et laisse celui-ci les réarranger à sa convenance pour optimiser leur traitement. L'avantage est évident pour des disques mécaniques pour jouer sur les temps de latence du disque et de déplacement du bras d'accès. C'est plus complexe pour les SSD où il ne peut concerner que l'optimisation lors des écritures. Une page du constructeur ASUS fait état d'une diminution du temps de transfert moyen de 45 % (75 s contre 137 s),. Des gains de 20 % permettant d'atteindre 360 Mo/s sont signalés sur les Mac. Il faut dans tous les cas, pour en bénéficier, que le contrôleur USB3/SCSI soit compatible UASP.

### Utilisation de la bande passante
La bande passante est partagée temporellement entre tous les périphériques connectés. Le temps est subdivisé en trames (frames) ou microtrames (microframes) ce qui permet de faire du multiplexage. Permettant ainsi le transfert de données différentes (souris, clavier, son, etc.) de manière simultanée.
La communication entre l’hôte (l’ordinateur) et les périphériques se fait selon un protocole basé sur l'interrogation successive de chaque périphérique par l'ordinateur (polling). Lorsque l’hôte désire communiquer avec un périphérique, il émet pour ce faire un jeton (paquet de données contenant l’adresse du périphérique codée sur sept bits).
Si le périphérique reconnaît sa propre adresse dans le jeton, il envoie un paquet de données (de 8 à 255 octets) en réponse. Les données ainsi échangées sont codées selon le codage NRZI. Puisque l’adresse est codée sur 7 bits, 128 périphériques (27) peuvent être connectés simultanément à un port de ce type. Il convient en réalité de ramener ce chiffre à 127 car l’adresse 0 est une adresse réservée.
USB définit quatre types de transferts :
transfert de commandeutilisé pour l'énumération et la configuration des périphériques. Il convient pour des données de taille restreinte ; il y a garantie de livraison (renvoi des paquets erronés) ;
transfert d’interruptionutilisé pour fournir des informations de petite taille avec une latence faible. Ce ne sont pas des interruptions au sens informatique du terme : le périphérique doit attendre que l’hôte l’interroge avant de pouvoir effectuer un tel transfert. Ce type de transfert est notamment utilisé par les claviers et les souris ;
transfert isochroneutilisé pour effectuer des transferts volumineux (bande passante garantie), et en temps réel. Il n'y a pas de garantie sur l'acheminement des données. Ce type de transfert est utilisé pour les flux audio et vidéo ;
transfert en massebulk en anglais, utilisé pour transférer des informations volumineuses, avec garantie d'acheminement, mais sans garantie de bande passante. Ce type de transfert est utilisé par les dispositifs de stockage.
Il est possible de structurer la communication entre un hôte et un périphérique en plusieurs canaux logiques (en anglais pipes et endpoints) pour simplifier la commande du périphérique du port USB.
- L'USB 3.1 introduit l’alternate mode (mode alternatif) qui est utilisé par exemple pour faire passer de la vidéo avec le protocole DisplayPort contrairement à des technologies existantes comme DisplayLink qui encapsulaient de la vidéo au travers du protocole USB standard. Ce mode permet aux constructeurs d'étendre l'usage de l'USB à d'autres fonctions. Pendant la négociation de protocole de l'USB-PD 2.0 (Power Delivery, rendu obligatoire avec les connecteurs Type-C), un identifiant assigné par l'USB-IF est échangé pour déterminer le mode de fonctionnement alternatif. On peut utiliser non seulement les canaux supplémentaires, mais aussi ceux destinés à l'USB 2.0.

### Connexion à chaud etplug and play: processus d'énumération
Les ports USB supportent la connexion à chaud et la reconnaissance automatique des dispositifs (plug and play). Ainsi, les périphériques peuvent être branchés sans éteindre l’ordinateur.
Lors de la connexion du périphérique à l’hôte, ce dernier détecte l’ajout du nouvel élément grâce au changement de la tension entre les fils D+ et D-. À ce moment, l’ordinateur envoie un signal d’initialisation au périphérique pendant 10 ms, puis lui fournit du courant grâce aux fils GND et VBUS (jusqu’à 100 mA) ; le périphérique étant alors alimenté électriquement peut utiliser temporairement l’adresse par défaut (l’adresse 0) ; l’étape suivante consiste à lui fournir son adresse définitive et à obtenir sa description : c’est la procédure d’énumération ; après avoir reçu son adresse, le périphérique transmet à l'hôte une liste de caractéristiques qui permettent à ce dernier de l'identifier (type, constructeur, nom, version). L’hôte, disposant de toutes les caractéristiques nécessaires est alors en mesure de charger le pilote approprié.
Les périphériques sont regroupés en types ou « classes » dans la terminologie USB. Tous les dispositifs d'une classe donnée reconnaissent le même protocole normalisé. Il existe par exemple une classe pour les périphériques de stockage de masse (mass storage class, MSC), implémentée par la quasi-totalité des clés USB, disques durs externes, appareils photo et par certains baladeurs. La plupart des systèmes d’exploitation possèdent des pilotes génériques, pour chaque classe de périphérique. Ces pilotes génériques donnent accès aux fonctions de base, mais des fonctions avancées peuvent manquer.

### Alimentation électrique

Prises USB de type A et B, vue de face. USB 1 et 2.

L’architecture USB a pour caractéristique de fournir aussi l’alimentation électrique aux périphériques. Il utilise pour cela un câble composé de quatre fils pour les USB 1 et 2 (la masse GND, l’alimentation VBUS et deux fils de données appelés D- et D+). Les fils D+ et D- forment une paire torsadée et utilisent le principe de la transmission différentielle afin de garantir une certaine immunité aux bruits parasites de l’environnement physique du périphérique ou de son câble.
Par ailleurs, il est à remarquer que dans toutes les fiches mâles, les broches de données sont plus courtes que celles de l'alimentation, afin de permettre au périphérique et à son hôte, lorsque leurs broches d'alimentation se touchent en premier à l'insertion, d'égaliser leurs tensions électriques à travers leur broche de masse, et non par l'une des broches de données. Cette précaution permet d'éviter qu'une possible différence de potentiel entre les deux appareils n'endommage les composants électroniques qui leur sont rattachés. C'est la façon dont l'appareil se protège de l'électricité statique.
On observe, au branchement de connecteurs électroniques, que l'alimentation entre d'abord en contact, puis c'est au tour du bus de données, et au débranchement que le bus de données perd en premier le contact, puis immédiatement après le circuit d'alimentation s'ouvre (c’est-à-dire l'alimentation du périphérique est coupée).

#### USB Battery Charging1.0 à 1.2
En USB 1.1, le courant disponible est de 500 mA pendant les transferts mais peut atteindre 1 500 mA sans transfert simultané.
Certains chargeurs externes peuvent fournir jusqu'à 2,4 A ce qui n'implique pas que le périphérique branché dessus pourra utiliser cette possibilité, par exemple si la batterie à charger n'est pas complètement vide.

#### USB Power Delivery

##### 3.0
« USB Power Delivery » permet de délivrer jusqu'à 100 W de puissance sur une tension maximale de 20 V au travers du câble USB, tout en maintenant la communication. L'alimentation électrique est désormais bidirectionnelle, elle peut se faire dans les deux sens. Un ordinateur portable peut recharger une batterie USB même quand il n'est pas sur le secteur mais cela réduit son autonomie. On peut charger un ordinateur portable et celui-ci peut ensuite charger un téléphone, par exemple, avec la même prise et le même câble.
Lors de la connexion, les deux périphériques négocient la puissance à fournir. Chaque port USB indique les tensions et intensités avec lesquelles il est compatible.
La norme prévoit cinq profils :
- profil 1 : 2 A en 5 V (soit 10 W)
- profil 2 : 2 A en 5 V, et 1,5 A en 12 V (soit au plus 18 W)
- profil 3 : 2 A en 5 V, et 3 A en 12 V (soit au plus 36 W)
- profil 4 : 2 A en 5 V,   3 A en 12 V, et 3 A en 20 V (soit au plus 60 W)
- profil 5 : 2 A en 5 V,   3 A en 12 V, et 5 A en 20 V (soit au plus 100 W)

##### 3.1
En mai 2021, l'USB Implementers Forum (USB-IF) annonce la version 3.1 de la norme Power Delivery, dans le but de « permettre à des produits plus énergivores comme des ordinateurs portables plus puissants d'abandonner les connecteurs de chargement traditionnels au profit d'une charge via le connecteur USB Type-C », comme les notebooks plus légers et ultrabooks ont pu le faire depuis l'introduction des normes précédentes. Cette norme augmente le plafond de l'USB Type-C à une puissance maximale de 240 W (48 V à 5 A). De nouvelles exigences concernant le câblage sont requises pour supporter cette puissance bien supérieure. A été introduit à cet effet la norme de câbles USB EPR (pour « Extended Power Range »), selon laquelle les câbles pouvant supporter 240 W devront être certifiés pour une tension de 50 V pour un courant de 5 A. Les câbles fabriqués sous les anciennes exigences de 100 W maximum sont maintenant des câbles SPR (pour « Standard Power Range »).
Les caractéristiques clés de la norme USB PD 3.1 comprennent ainsi :
- un choix parmi trois nouvelles tensions fixes : 28 V (100 W et plus), 36 V (140 W et plus) et 48 V (180 W et plus) rejoignant ceux de 5, 9, 15 et 20 V ;
- un nouveau mode de tension adaptative offrant la possibilité de varier de 15 V jusqu'à l'une des trois nouvelles tensions maximales, 28, 36 ou 48 V, en fonction de la puissance disponible, permettant à l'appareil alimenté de faire des requêtes de tension spécifiques avec une résolution de 100 mV[58].

### Brochage

#### Types A et B

Description prise Micro-B USB 3
- 1 : alimentation (VBUS)
- 2 : USB 2.0 paire différentielle (D−)
- 3 : USB 2.0 paire différentielle (D+)
- 4 : USB OTG ID pour identifier les lignes
- 5 : masse
- 6 : USB 3.0 ligne de transmission du signal (−)
- 7 : USB 3.0 ligne de transmission du signal (+)
- 8 : masse
- 9 : USB 3.0 ligne de réception du signal (−)
- 10 : USB 3.0 ligne de réception du signal (+).

Le brochage des connecteurs de type A et B est le suivant :
| Fonction                 | Couleur | Numéro de broche pour les types A et B | Numéro de broche pour le type mini B |
| ------------------------ | ------- | -------------------------------------- | ------------------------------------ |
| Alimentation +5 V (VBUS) | Rouge   | 1                                      | 1                                    |
| Données (D-)             | Blanc   | 2                                      | 2                                    |
| Données (D+)             | Vert    | 3                                      | 3                                    |
| Masse (GND)              | Noir    | 4                                      | 5                                    |

#### Type-C
Le brochage de la prise de type C, vue de face, est le suivant :
| A12 | A11  | A10  | A9   | A8    | A7 | A6 | A5   | A4   | A3   | A2   | A1  |
| GND | RX2+ | RX2- | VBus | SBU1  | D- | D+ | CC   | VBus | TX1- | TX1+ | GND |
| GND | TX2+ | TX2- | VBus | VConn |    |    | SBU2 | VBus | RX1- | RX1+ | GND |
| B1  | B2   | B3   | B4   | B5    | B6 | B7 | B8   | B9   | B10  | B11  | B12 |

La broche CC indique l'orientation du connecteur, la broche VConn pour l'alimentation.
Le brochage du connecteur de réception de type C, vue de face, est le suivant :
| Broche   | A1  | A2   | A3   | A4   | A5   | A6 | A7 | A8   | A9   | A10  | A11  | A12 |
| Fonction | GND | TX1+ | TX1- | VBus | CC1  | D+ | D- | SBU1 | VBus | RX2- | RX2+ | GND |
| Fonction | GND | RX1+ | RX1- | VBus | SBU2 | D- | D+ | CC2  | VBus | TX2- | TX2+ | GND |
| Broche   | B12 | B11  | B10  | B9   | B8   | B7 | B6 | B5   | B4   | B3   | B2   | B1  |

L'alimentation passe par les broches VBus et GND. Les signaux de configurations par CC1 et CC2 et il y a deux broches SBU (SideBand Use).

#### Internes

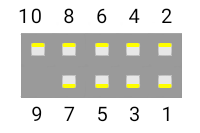
Schéma du connecteur interne USB 2.0 femelle.

Le brochage du connecteur USB 2.0 interne est le suivant :
| Broche   | 2         | 4   | 6   | 8   | 10 |
| Fonction | VBUS +5 V | D1- | D1+ | GND | NC |
| Fonction | VBUS +5 V | D0- | D0+ | GND | /  |
| Broche   | 1         | 3   | 5   | 7   | 9  |

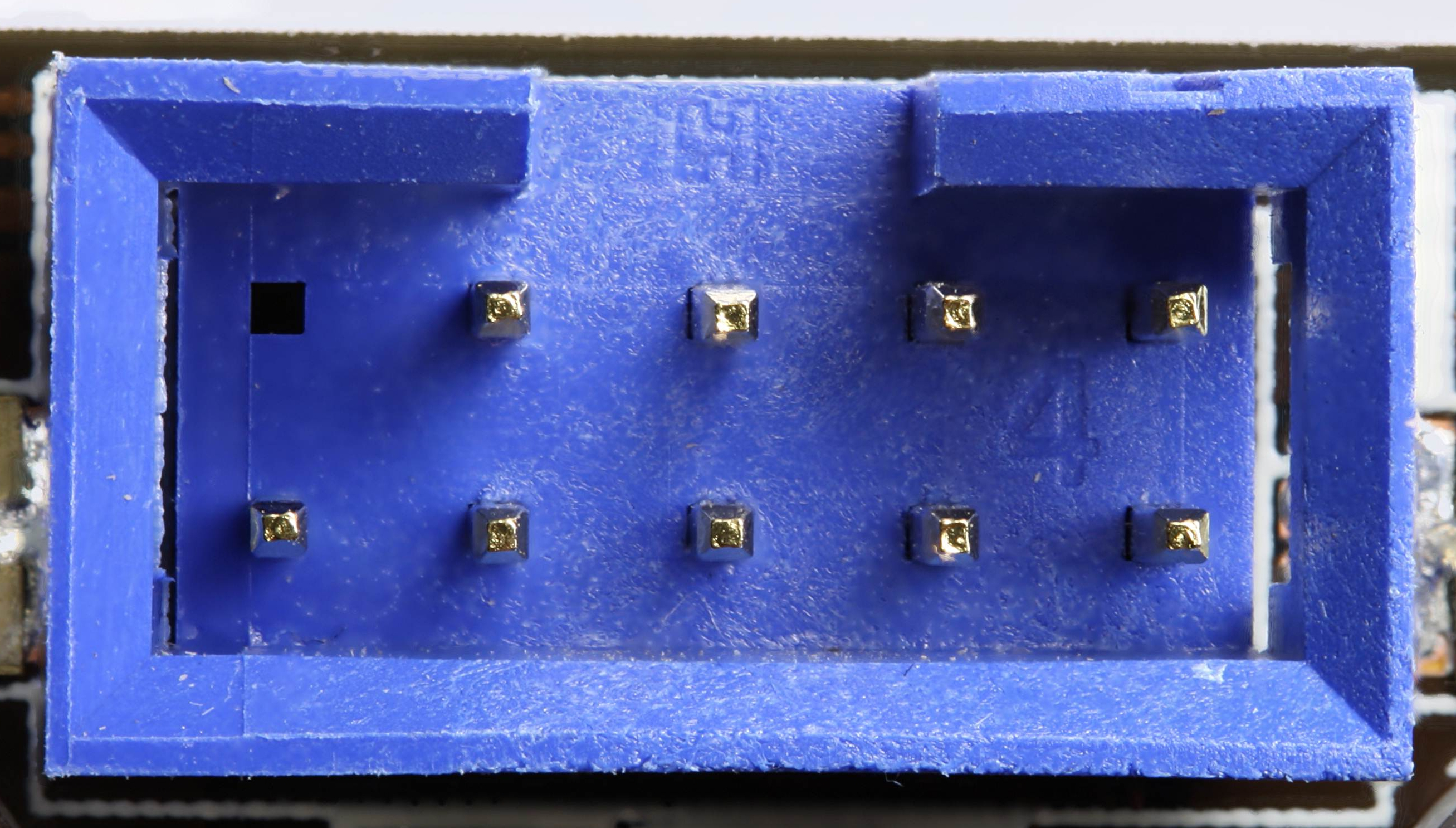
Connecteur USB 2.0 interne mâle.

La broche 10 et l'emplacement de broche 9 (broche pleine) permettent aux connecteur d'avoir un sens de branchement et agissent comme détrompeur.
Le brochage du connecteur USB 3.2 gen 1 interne est le suivant :
| Broche   | 1             | 2         | 3      | 4      | 5      | 6      | 7      | 8   | 9   | 10  |
| Fonction | VBUS +5 V     | SSRX1-    | SSRX1+ | GND    | SSTX1- | SSTX1+ | GND    | D1- | D1+ | GND |
| Fonction | pas de broche | VBUS +5 V | SSRX2- | SSRX2+ | GND    | SSTX2- | SSTX2+ | GND | D2- | D2+ |
| Broche   | 20            | 19        | 18     | 17     | 16     | 15     | 14     | 13  | 12  | 11  |

Le brochage du connecteur à 20 broches USB Type-C est le suivant:
| Broche   | 1    | 2    | 3    | 4   | 5    | 6    | 7    | 8    | 9    | 10   |
| Fonction | VBUS | TX1+ | TX1- | GND | RX1+ | RX1- | VBUS | CC1  | SBU1 | SBU2 |
| Fonction | CC2  | D+   | D-   | GND | RX2- | RX2+ | GND  | TX2- | TX2+ | VBUS |
| Broche   | 20   | 19   | 18   | 17  | 16   | 15   | 14   | 13   | 12   | 11   |